# Andrew Cole
Andrew („Andy”) Alexander Cole (n. 15 octombrie 1971, la Nottingham) este un fost fotbalist englez.

## Generalități
Cole se clasează pe locul 2 în topul celor mai buni marcatori din istoria Premier League, cu 187 goluri înscrise, fiind devansat doar de Alan Shearer, care are 260. Este unul dintre puținii jucători care au câștigat toate premiile posibile în fotbalul englez, inclusiv premiul Asociației Fotbaliștilor Profesioniști pentru cel mai bun tânăr jucător al anului și Liga Campionilor. A jucat 15 meciuri în naționala Angliei, și a înscris o dată, cu Albania, în preliminariile Cupei Mondiale.
În anul 2000, după o vizită în Zimbabwe, Cole a înființat "Andy Cole Children's Foundation", o organizație caritabilă pentru ajutorarea copiilor orfani din această țară.

## Carieră
Cole și-a început cariera la Arsenal Londra, echipă pentru care a jucat o singură dată în campionat, în 29 decembrie 1990, într-un meci cu Sheffield United. Arsenal a câștigat acel meci cu 4-1, dar Cole nu a înscris. A mai intrat și în Supercupa Angliei din 1991, cu Tottenham Hotspur, când a fost aproape să marcheze din afara careului.
În sezonul următor a fost împrumutat la Fulham, în divizia a treia, unde a înscris 3 goluri în 13 meciuri, după care a fost vândut la clubul de liga a doua, Bristol City, cu 500 000 £, fiind cel mai scump transfer al acestei echipe la acea dată. Acolo s-a dovedit un marcator de încredere, ajungând astfel ca în sezonul 1992-1993 să trezească interesul mai multor mari cluburi din Premier League.

### Newcastle United
În februarie 1993, liderul diviziei a doua engleze, Newcastle United, l-a achiziționat pe Cole pentru suma record de 1.75 milioane £. Aici Cole a înscris 12 goluri în tot atâtea meciuri. După ce Kelly a fost vândut la Wolverhampton Wanderers, managerul Kevin Keegan l-a adus pe Peter Beardsley pentru a fi colegul din atac al lui Andy Cole în primul sezon din Premier League. În acel an, Cole a înscris 34 de goluri în 40 de meciuri, iar Newcastle a terminat pe locul trei și s-a calificat în Cupa UEFA. În toate competițiile, Cole a înscris 40 de goluri, doborând recordul stabilit pentru club de Hughie Gallacher cu 70 de ani mai devreme (Gallacher încă deține recordul de goluri marcate într-o ediție de campionat, 36). În acel sezon, Cole, în vârstă de 22 de ani, a fost votat cel mai bun tânăr jucător al anului de către Asociația Fotbaliștilor Profesioniști.
În sezonul 1994-1995, Cole a marcat 9 goluri în 18 meciuri în Premier League și un hat-trick împotriva lui Royal Antwerp, în Cupa UEFA.
Cole a înscris 68 de goluri în 84 de partide jucate pentru Newcastle, având o eficacitate de 81%.

### Manchester United
La 10 ianuarie 1995, Cole a fost transferat la Manchester United, pentru suma de 7 milioane £ - 6 milioane bani gheață plus mutarea fotbalistului Keith Gillespie, care valora 1 milion £, de la Manchester la Newcastle. Această sumă a fost un record la vremea aceea în fotbalul englez, record care avea să fie doborât doar 6 luni mai târziu, la transferul lui Stan Collymore, de la Nottingham Forest la Liverpool, pentru 8.5 milioane £.
Cole a înscris 12 goluri în primele sale 18 meciuri pentru United în campionat, între care 5 goluri în victoria zdrobitoare, cu 9-0, în fața celor de la Ipswich Town, și 2 goluri în meciul câștigat cu 3-2 la Coventry City.
Deoarece se transferase la United în timpul sezonului, Cole n-a fost eligibil pentru finala Cupei Angliei, meci pierdut de cei din Manchester cu 1-0, în fața lui Everton. N-au jucat în acea partidă nici Eric Cantona, nici Andrei Kanchelskis, cei mai buni marcatori ai clubului, după Andy Cole.
În ciuda unui sezon 1995-1996 mai dificil pentru Cole, el a înscris totuși în patru meciuri consecutive în acea iarnă, inclusiv primul gol din victoria cu 2-0 împotriva rivalilor la titlu, Newcastle United, în 27 decembrie. Manchester United a câștigat titlul în acel sezon, iar Cole a marcat al doilea gol în ultimul meci, cel decisiv, 3-0 cu Middlesbrough. A jucat și în finala Cupei Angliei, câștigată de United.
Sosirea lui Ole Gunnar Solskjær, coroborată cu fracturarea ambelor picioare într-un duel cu Neil Ruddock, în meciul de rezerve împotriva lui Liverpool, i-a micșorat șansele lui Cole de a prinde prima echipă în sezonul 1996-1997. Cu toate acestea, a jucat în 20 de meciuri (în 10 dintre ele a intrat ca rezervă) în campionat. A marcat câteva goluri în finalul sezonului, iar United a câștigat un nou titlu. Înainte de începutul sezonul a fost oferit la Blackburn Rovers, ca parte dintr-o înțelegere de 12 milioane £, care l-ar fi adus pe Alan Shearer pe Old Trafford. Însă oferta a fost refuzată, iar Shearer a optat pentru Newcastle.
Sezonul 1997-1998 a fost cel mai bun al lui Cole la Manchester United devenind cel mai bun marcator din Premier League, cu 18 goluri. La vremea aceea Cole făcea un cuplu excelent în atac cu Teddy Sheringham, dar chiar și așa, pentru a doua oară în 9 sezoane, United n-a câștigat niciun trofeu în anul respectiv. Cole a înscris primul său hat-trick european în meciul din deplasare cu Feyenoord Rotterdam și a încheiat sezonul pe locul doi în topul celor mai buni fotbaliști ai anului, după Dennis Bergkamp de la Arsenal.  Însă în ciuda acestui lucru, și a faptului că Andy Cole era cel mai bun marcator al sezonului, cu 25 de goluri, Glenn Hoddle nu l-a convocat la națională pentru Campionatul Mondial din 1998.
În sezonul 1998-1999, rivalii lui Cole pentru titularizare erau Dwight Yorke, Teddy Sheringham și Ole Gunnar Solskjær. Însă Cole a făcut un cuplu foarte bun în atac împreună cu Yorke, și a jucat un rol foarte important în câștigarea triplei din acel an, campionatul, Cupa Angliei și Liga Campionilor. Cole a înscris golul decisiv în ultimul meci al sezonului, cu Tottenham Hotspur, United terminând astfel cu un punct în fața lui Arsenal. A înscris de asemenea și al treilea gol, cel decisiv, în semifinala de Champions League, câștigată de United în fața lui Juventus Torino, cu 3-2, calificându-și echipa în finală pentru prima oară în 31 de ani. Cuplul de atacanți Cole-Yorke a marcat 52 de goluri. Tot în acel sezon, Cole a înscris și cel de-al 100-lea său gol în Premier League într-un meci foarte important cu Arsenal, terminat 1-1.
În sezonul 1999-2000 a fost din nou cel mai bun marcator al lui United, cu 19 goluri în 28 de meciuri jucate. A câștigat al patrulea titlu de campion în cinci sezoane și pentru al treilea an consecutiv a înscris peste 20 de goluri în toate competițiile. A marcat cel de-al 100-lea său gol pentru Manchester United în egalul 2-2 cu Wimbledon. Însă o accidentare cu puțin timp înainte de Euro 2000 l-a făcut să rateze încă o mare competiție pentru Anglia.
A mai urmat un titlu în sezonul 2000-2001, când în ciuda unei accidentări, Cole a înscris 13 goluri în toate competițiile, dintre care 4 în Liga Campionilor, devenind astfel cel mai bun marcator al lui United în această competiție.
Ultima sa apariție în echipa lui Manchester United a avut loc la 13 martie 2007, când a intrat la pauză într-un meci amical cu o selecționată European XI pentru celebrarea a 50 de ani a Comunității Europene și 50 de ani ai lui Manchester United în Liga Campionilor.

### Blackburn Rovers
Sosirile lui Ruud van Nistelrooy și Juan Sebastián Verón au micșorat șansele lui Cole de a mai juca în prima echipă în sezonul 2001-2002, astfel că la sfârșitul lui 2001 a fost vândut la Blackburn Rovers pentru suma de 8 milioane £. După două luni de la sosire a câștigat Cupa Ligii Angliei cu noua sa echipă, iar în finală a înscris golul decisiv împotriva lui Tottenham Hotspur, echipă care la vremea respectivă, era antrenată de fostul selecționer al Angliei și mare critic al lui Cole, Glenn Hoddle. Această victorie însemna că în 7 ani, Cole a câștigat toate cele trei trofee interne în Anglia, plus Liga Campionilor. În acel sezon, el a marcat 18 goluri în toate competițiile, 5 pentru Manchester United și 13 pentru Blackburn.
Rovers a terminat campionatul următor pe locul 6 și s-a calificat în Cupa UEFA, iar Cole s-a reîntâlnit cu fostul său coechipier de la Manchester, Dwight Yorke, care a fost achiziționat în vară.
Sezonul 2003-2004 a fost unul frustrant pentru Cole, Blackburn căzând în a doua jumătate a clasamentului. A înscris 11 goluri, dar relația sa cu managerul Graeme Souness s-a deteriorat iremediabil când Cole l-a denunțat la Asociația Fotbaliștilor Profesioniști pentru tratament nedrept.

### Fulham
Cu 13 ani înainte, Cole a fost împrumutat timp de o lună la Fulham FC. S-a întors la această echipă în sezonul 2004-2005, după ce a semnat un contract pe doi ani. A fost cel mai bun marcator al sezonului și a înscris unul din cele mai frumoase goluri ale campionatului, împotriva lui Liverpool. Dar deși a avut o perioadă bună la Fulham, a decis să plece după un an, deoarece familia sa dorea să se întoarcă în nord-vest.

### Manchester City
La începutul sezonului 2005-2006, Cole a semnat cu Manchester City și deși a avut un an bun, echipa fiind mai mereu în prima jumătate a clasamentului, perioada petrecută aici nu s-a încheiat la fel de bine, Cole suferind o accidentare în luna martie, care l-a ținut departe de gazon până la finalul campionatului.

### Portsmouth
Chiar dacă semnase un nou contract cu Manchester City cu doar câteva luni înainte, și a părăsit pe Fulham ca să se întoarcă în nord, în ultima zi de transferuri (31 august 2006), Cole s-a transferat la Portsmouth, în sud. La 14 octombrie 2006 a marcat golul victoriei cu West Ham United, primul pentru noua sa echipă.
La 21 martie 2007 a fost împrumutat la Birmingham City până la finalul sezonului. După 5 meciuri și un gol pentru Birmingham, Cole s-a întors la Portsmouth, iar la 3 august 2007 a fost eliberat de contract.

### Sunderland
Liber de contract, Cole a semnat cu Sunderland pe o perioadă de un an. Aici s-a reîntâlnit cu fostul coleg de la Manchester United și Blackburn Rovers, Dwight Yorke, iar antrenor îi era tot un fost coechipier, Roy Keane După șapte meciuri, Cole a fost împrumutat la Burnley, iar la finele sezonului 2007-2008 a fost eliberat de contract.

### Burnley
Cole a fost împrumutat la Burnley pe 29 ianuarie 2008 și a înscris un hat-trick în victoria cu 4-2 din deplasare, cu Queens Park Rangers, acesta fiind primul său hat-trick după șapte ani și jumătate.

### Nottingham Forest
La 4 iulie 2008, Cole a semnat un contract pe un an cu echipa din Nottingham, Forest fiind al 12-lea club din cariera sa. Chiar a declarat că a fost visul său din copilărie să joace la această echipă, adăugând că bunicului său, care a murit, i-ar fi plăcut mult să-l vadă îmbrăcând tricoul lui Forest.
La 11 noiembrie 2008, Cole a anunțat că după 19 ani, a decis să își încheie cariera de fotbalist.

## Cariera internațională
Chiar dacă a fost selecționat pentru prima dată în 2005, Cole a adunat doar 15 meciuri la echipa națională. Și-a anunțat retragerea în 2002, după ce n-a fost convocat pentru Campionatul Mondial din Japonia și Coreea de Sud. A înscris un gol pentru Anglia, într-un meci de calificare pentru Cupa Mondială, cu Albania, în martie 2001.
Pentru a justifica neconvocarea lui Cole pentru Campionatul Mondial din 1998, selecționerul Glenn Hoddle a spus că Andy Cole are mereu nevoie de 6-7 ocazii pentru a înscrie o dată.

## Cariera muzicală
În 1999, Cole a lansat single-ul "Outstanding", care însă nu a avut succes, neintrând în UK Top 40. În august 2008, fanii lui Nottingham au început o campanie pentru a introduce melodia lui Cole în UK Top 40.

## Viața personală
Cole este căsătorit din iulie 2002 cu Shirley Dewar și împreună au doi copii, Devante și Faith.

## Statistici carieră
| Club              | Sezon     | Campionat | Campionat | Cup     | Cup    | Cupa Ligii | Cupa Ligii | Europa  | Europa | Altele  | Altele | Total   | Total  |
| Club              | Sezon     | Meciuri   | Goluri    | Meciuri | Goluri | Meciuri    | Goluri     | Meciuri | Goluri | Meciuri | Goluri | Meciuri | Goluri |
| ----------------- | --------- | --------- | --------- | ------- | ------ | ---------- | ---------- | ------- | ------ | ------- | ------ | ------- | ------ |
| Arsenal           | 1989–90   | 0         | 0         | 0       | 0      | 0          | 0          | –       | –      | 0       | 0      | 0       | 0      |
| Arsenal           | 1990–91   | 1         | 0         | 0       | 0      | 0          | 0          | –       | –      | –       | –      | 1       | 0      |
| Arsenal           | 1991–92   | 0         | 0         | 0       | 0      | 0          | 0          | 0       | 0      | 1       | 0      | 1       | 0      |
| Arsenal           | Total     | 1         | 0         | 0       | 0      | 0          | 0          | 0       | 0      | 1       | 0      | 2       | 0      |
| Fulham            | 1991–92   | 13        | 3         |         |        |            |            | –       | –      |         |        | 13      | 3      |
| Bristol City      | 1991–92   | 12        | 8         | 0       | 0      | 0          | 0          | –       | –      | 0       | 0      | 12      | 8      |
| Bristol City      | 1992–93   | 29        | 12        |         | 0      |            |            | –       | –      | –       | –      | 29      | 12     |
| Bristol City      | Total     | 41        | 20        |         | 0      |            |            | –       | –      | 0       | 0      | 41      | 20     |
| Newcastle United  | 1992–93   | 12        | 12        | 0       | 0      | 0          | 0          | –       | –      | –       | –      | 12      | 12     |
| Newcastle United  | 1993–94   | 40        | 34        | 3       | 1      | 3          | 6          | –       | –      | –       | –      | 46      | 41     |
| Newcastle United  | 1994–95   | 18        | 9         | 1       | 0      | 5          | 2          | 3       | 4      | –       | –      | 27      | 15     |
| Newcastle United  | Total     | 70        | 55        | 4       | 1      | 8          | 8          | 3       | 4      | –       | –      | 85      | 68     |
| Manchester United | 1994–95   | 18        | 12        | 0       | 0      | 0          | 0          | 0       | 0      | 0       | 0      | 18      | 12     |
| Manchester United | 1995–96   | 33        | 11        | 7       | 2      | 1          | 0          | 1       | 0      | –       | –      | 42      | 13     |
| Manchester United | 1996–97   | 20        | 6         | 3       | 0      | 0          | 0          | 5       | 1      | 0       | 0      | 28      | 7      |
| Manchester United | 1997–98   | 34        | 15        | 3       | 5      | 1          | 0          | 7       | 5      | 1       | 0      | 46      | 25     |
| Manchester United | 1998–99   | 32        | 17        | 7       | 2      | 0          | 0          | 10      | 5      | 1       | 0      | 50      | 24     |
| Manchester United | 1999–2000 | 28        | 19        | –       | –      | 0          | 0          | 13      | 3      | 4       | 0      | 45      | 22     |
| Manchester United | 2000–01   | 19        | 9         | 1       | 0      | 0          | 0          | 10      | 4      | 1       | 0      | 31      | 13     |
| Manchester United | 2001–02   | 11        | 4         | 0       | 0      | 0          | 0          | 4       | 1      | 0       | 0      | 15      | 5      |
| Manchester United | Total     | 195       | 93        | 21      | 9      | 2          | 0          | 50      | 19     | 7       | 0      | 275     | 121    |
| Blackburn Rovers  | 2001–02   | 15        | 9         | 2       | 1      | 3          | 3          | –       | –      | –       | –      | 20      | 13     |
| Blackburn Rovers  | 2002–03   | 34        | 7         | 2       | 2      | 4          | 4          | 3       | 0      | –       | –      | 43      | 13     |
| Blackburn Rovers  | 2003–04   | 34        | 11        | 1       | 0      | 1          | 0          | 1       | 0      | –       | –      | 37      | 11     |
| Blackburn Rovers  | Total     | 83        | 27        | 5       | 3      | 8          | 7          | 4       | 0      | –       | –      | 100     | 37     |
| Fulham            | 2004–05   | 31        | 12        | 5       | 0      | 3          | 1          | –       | –      | –       | –      | 39      | 13     |
| Manchester City   | 2005–06   | 22        | 9         | 1       | 1      | 0          | 0          | –       | –      | –       | –      | 23      | 10     |
| Portsmouth        | 2006–07   | 18        | 3         | 2       | 1      | 2          | 0          | –       | –      | –       | –      | 18      | 3      |
| Birmingham City   | 2006–07   | 5         | 1         | 0       | 0      | 0          | 0          | –       | –      | –       | –      | 5       | 1      |
| Sunderland        | 2007–08   | 7         | 0         | 1       | 0      | 0          | 0          | –       | –      | –       | –      | 8       | 0      |
| Burnley           | 2007–08   | 13        | 6         | 0       | 0      | 0          | 0          | –       | –      | –       | –      | 13      | 6      |
| Nottingham Forest | 2008–09   | 10        | 0         | 0       | 0      | 1          | 0          | –       | –      | –       | –      | 11      | 0      |
| Total             | Total     | 509       | 230       | 35      | 14     | 16         | 8          | 54      | 23     | 8       | 0      | 624     | 271    |

## Trofee
- Campionatul Angliei (1996, 1997, 1999, 2000, 2001)
- Cupa Angliei (1996, 1999)
- Liga Campionilor (1999)
- Cupa Intercontinentală (1999)
- Supercupa Angliei (1996, 1997)
- Cupa Ligii Angliei (2002)
- Liga a doua engleză (1993)
- Cel mai bun tânăr jucător al anului (1994)